# Демьохін Сергій Геннадійович
Демьохін Сергій Геннадійович (нар. 30 березня 1984) — колишній російський тенісист.
Найвищу одиночну позицію світового рейтингу — 673 місце досяг 30 липня 2007, парну — 438 місце — 17 жовтня 2005 року.
Здобув 1 одиночний та 8 парних титулів туру ITF.

## Загальна статистика

### IFT Futures finals

#### Одиночний розряд (1–0)
| Результат | Ранг | Дата           | Турнір            | Покриття | Суперник      | Рахунок       |
| Перемога  | 1.   | 11 травня 2008 | Бухарест, Румунія | Ґрунт    | Сергій Кротюк | 5–7, 6–1, 6–4 |

#### Парний розряд (8–12)
| Результат | #   | Дата              | Турнір               | Покриття  | Партнер                 | Суперники                                    | Рахунок             |
| Поразка   | 1.  | 4 листопада 2001  | Sardinia, Італія     | Тверде    | Ігор Куніцин            | Стефано Моччі Іван Стелко                    | 3–6, 4–6            |
| Поразка   | 2.  | 25 листопада 2001 | Sardinia, Італія     | Тверде    | Ігор Куніцин            | Джош Гоффі Кріс Джеймс                       | 3–6, 6–7(4)         |
| Поразка   | 3.  | 4 травня 2002     | Мумбаї, Індія        | Тверде    | Іван Сиров              | Мустафа Гусе Віджай Каннан                   | 3–6, 6–7(3)         |
| Поразка   | 4.  | 30 червня 2002    | Sardinia, Італія     | Ґрунт     | Стефано Таралло         | Флоріан Аллгауер Федеріко Кардіналі          | 7–5, 2–6, 4–6       |
| Поразка   | 5.  | 25 серпня 2002    | Саранськ, Росія      | Ґрунт     | Іван Сиров              | Теймураз Габашвілі Олександр Павлюченков     | 4–6, 6–7(3)         |
| Поразка   | 6.  | 15 грудня 2002    | Ourense, Іспанія     | Тверде    | Іван Сиров              | Олівер Фрілав Хоан Хіменес Герра             | 4–6, 2–6            |
| Поразка   | 7.  | 13 квітня 2003    | Frascati, Італія     | Ґрунт     | Іван Сиров              | Гергей Кішдєрдь Джанкарло Петраццуоло        | 4–6, 2–1 ret.       |
| Перемога  | 1.  | 29 серпня 2004    | Krasnoarmeisk, Росія | Тверде    | Олександр Павлюченков   | Філіпп Мухометов Євген Смірнов               | 6–2, 6–4            |
| Перемога  | 2.  | 17 квітня 2005    | Карші, Узбекистан    | Тверде    | Ігор Куніцин            | Мурад Іноятов Денис Істомін                  | 6–4, 5–7, 6–4       |
| Поразка   | 8.  | 7 травня 2005     | Наманган, Узбекистан | Тверде    | Андрій Столяров         | Равен Класен Костянтин Кравчук               | 2–6, 7–6(5), 6–7(4) |
| Перемога  | 3.  | 11 вересня 2005   | Мінськ, Білорусь     | Ґрунт     | Олександр Красноруцький | Костянтин Кравчук Денис Мацюкевич            | 7–6(8), 7–6(5)      |
| Перемога  | 4.  | 18 вересня 2005   | Minks, Білорусь      | Тверде    | Олександр Красноруцький | Костянтин Кравчук Мацюкевич Денис Сергійович | 6–2, 4–6, 6–1       |
| Поразка   | 9.  | 16 липня 2006     | Carpi, Італія        | Ґрунт     | Лука Ванні              | Маттіа Ліврагі Маттео Воланте                | 6–1, 6–7(8), 4–6    |
| Перемога  | 5.  | 23 липня 2006     | Carpi, Італія        | Ґрунт     | Лука Ванні              | Ермес Гамональ Гільєрмо Ормасабаль           | 6–2, 6–3            |
| Перемога  | 6.  | 17 лютого 2008    | La Habana, Куба      | Тверде    | Павло Котляров          | Луїс Хав'єр Кельяр Контрерас Роберто Майтін  | 6–7(2), 6–4, [10–5] |
| Поразка   | 10. | 24 лютого 2008    | La Habana, Куба      | Тверде    | Павло Котляров          | П'єро Луїзі Роберто Майтін                   | 1–6, 6–4, [10–8]    |
| Перемога  | 7.  | 12 квітня 2008    | Москва, Росія        | Килим (i) | Костянтин Кравчук       | Кріс Ітон Александер Слабінскі               | 6–1, 6–2            |
| Перемога  | 8.  | 23 травня 2008    | Бухарест, Румунія    | Ґрунт     | Павло Котляров          | Віктор-Мугурел Анагнастопол Тома Кяз Кяррер  | 2–6, 7–5, [10–8]    |
| Поразка   | 11. | 21 червня 2008    | Мінськ, Білорусь     | Тверде    | Павло Котляров          | П'єрр-Людовік Дюкло Дмитро Сітак             | 5–7, 4–6            |
| Поразка   | 12. | 21 вересня 2008   | Sochi, Росія         | Ґрунт     | Валерій Руднєв          | Михайло Фуфигін Віталій Решетников           | 2–6, 1–6            |